# Edwin Hurd Conger
Pour les articles homonymes, voir Conger.
Edwin Hurd Conger ou Edwin H. Conger, né le 7 mars 1843 et mort le 18 mai 1907, est un diplomate américain des États-Unis, ayant opéré en Chine, notamment pendant la révolte des Boxers.